# Flussheiligtum
Als Flussheiligtum werden 74 Gewässer in Österreich bezeichnet, die 1998 von WWF Österreich und dem Lebensministerium als besonders schützenswert ausgewiesen wurden. Grundlage für die Ausweisung der „Flussheiligtümer“ war die Studie „Ausweisung flusstypspezifisch erhaltener Fließgewässerabschnitte in Österreich“ der Universität für Bodenkultur. Die Auswahl erfolgte nach der Qualität der Lebensräume, dem Bestand großflächiger Auwälder, dem Vorkommen von bestimmten Leitarten oder der Lage in einem Großschutzgebiet. Im Jahr 2012 gab das Ministerium an, dass der Katalog in den Maßnahmen zur Wasserrahmenrichtlinie aufgegangen sei.